# Церква Вознесіння Христового (Люча)
Церква Вознесіння Христового (Люча) — дерев'яна гуцульська церква в с. Люча Івано-Франківської області, Україна, пам'ятка архітектури національного значення, датована 1844 роком.

## Історія
Церква розташована в центрі села (вул. Церковна), обабіч дороги, на цвинтарі на землі, яка належала лючанському дяку-вчителю Івану Слюсарчуку. Храм побудований в 1844 році, освячений в 1846 році. У радянський період церква охоронялась як пам'ятка архітектури Української РСР (№ 1166). Використовується парафією Української греко-католицької церкви (о. Олександр Волощук)

## Архітектура
Церква зрубна, хрестопдібна в плані, з квадратною навою та вузькими боковими раменами, складена з колод.  Опасання церкви лежить на вінцях зрубів. Нава має восьмигранну основу на якій розташована шатроподібна баня з ліхтарем та маківкою. Загалом церква має шість маківок на її дахах. Бокові зруби мають високі двоскатні дахи, які досягають половини восьмигранної частини нави. Церква має довгий широкий бабинець, розбудований в 1934 році (фото церкви до розбудови бабинця). Первісно церква була перекрита гонтом, проте в середині 1950-х років опасання і стіни над опасанням, дахи були перекриті бляхою, стіни під опасанням мають вигляд відкритого зрубу. До церкви прибудовані ризниці. Вхідні двері облицьовані вузькими дощечками у "дзвінку", оточені тесаними одвірками. Хори в середині церкви опираються на дві колони. В церкві зберігся пишний  різьблений іконостас. Храм вірних в наві від бабинця відгороджений двома колонами. Інтер'єр прикрашає живопис, датований XIX ст.